# 大森時生
大森 時生（おおもり ときお、1995年〈平成7年〉- ）は、日本のテレビプロデューサー、演出家。自身が手がけたフェイクドキュメンタリーで知られる。

## 概要
東京都出身。一橋大学を卒業後の2019年、テレビ東京に入社。
2023年にはAマッソの単独ライブ「滑稽」にて演出・企画を担当。テレビ以外にも活躍の場を広げている。

## 略歴
テレビ業界への興味はあったものの、学生時代は就職活動が嫌すぎる余り、取り掛かるのが遅くなったせいでコンサルティングや通信などの企業には応募したもののテレビ局ではテレビ東京にしか応募しなかった。
2019年にテレビ東京へ入社。
入社後は「所さんの学校では教えてくれないそこんトコロ!」を経て「ありえへん∞世界」を担当、2年目の初めにチーフAD、その終わりくらいにはディレクターとなる。
2022年には、竹村武司とともに手がけた「RaikenNipponHair」がテレビ東京若手映像グランプリ2022にて優勝し地上波で放送が決まるも、ネラワリという架空の国の番組という設定の番組を流す道理がないという理由で「島崎和歌子の悩みにカンパイ」というテレビ東京の番組の途中にネラワリからの電波が混信して「RaikenNipponHair」が放送される、という形での放送となった。
2023年8月、FORBES JAPANが選ぶ「FORBES JAPAN 30 UNDER 30 2023 日本発「世界を変える30歳未満」120人」に選出された。

## 人物
- 「水曜日のダウンタウン」や「相席食堂」、小学生時代までさかのぼると、「めちゃ×2イケてるッ!」、「トリビアの泉 〜素晴らしきムダ知識〜」をよく見ていたが、就活生だった当時はどうしてもテレビ業界に行きたいという訳ではなかった[2]。
- テレビについては、「娯楽の中でもシンプルでわかりやすく楽しませるもの」という印象を持っており、ほとんどのテレビ番組はそのような作りになっているとする一方、「放送禁止」や「バミリオン・プレジャー・ナイト」、「ハイパーハードボイルドグルメリポート」のような『変則的な』バラエティ番組を夢中で見ていた[2]。
- マイナビニュースでの座談会にて、フジテレビの木月洋介から影響を受けた番組について問われ、「だんだん奇妙な感覚になるじゃないですか。徐々に変な世界に迷い込んだ的な演出が、昔から好きだった」という理由で「山田孝之の東京都北区赤羽」と答えている[4]。
- ヴェイパーウェイヴ系のカルチャーやホラー、フェイクドキュメンタリーを好んでおり、特にホラーについては『単純に怖いものというよりは、なんとなく不気味で、日常を侵食するような怖さ』が好きなのだと言う[2]。
- 影響を受けた先輩として、上出遼平の名前を挙げている[3]。

## 制作エピソード

### 手法
- 「RaikenNipponHair」は架空の言語を作った坂本小見山のYouTubeを見た大森が、大学で言語学の授業を受けていたこともあって、架空の言語という概念が興味深いと思っていたが、如何に企画書に落とし込むべきかが分からなかった。しかし、若手映像グランプリは企画書を見ないという取り組みだったため企画を通すことができたと語っている[5]。
- 「Aマッソのがんばれ奥様ッソ!」は、放送禁止から影響を受けているが、バラエティ番組の形に落とし込むことで差別化を図ったという[4]。

## 担当番組
レギュラー
- ありえへん∞世界（ディレクター）[4]

特番
- RaikenNipponHair （テレビ東京）
- Aマッソのがんばれ奥様ッソ! （2021年12月27日・28日・29日・30日、BSテレ東）[7]
- テレビ放送開始69年　このテープもってないですか？ （2022年12月27日・28日・29日、BSテレ東）[8]
- SIX HACK（2023年5月18日・25日・6月1日、テレビ東京）[2][3][9]
- TXQ FICTION 第1弾「イシナガキクエを探しています」（2024年4月29日深夜、テレビ東京）[10]
- TXQ FICTION 第2弾「飯沼一家に謝罪します」（2024年12月23日深夜 - 26日深夜2:00 - 2:30、テレビ東京）[11]
- TXQ FICTION 第3弾「魔法少女山田」（2025年7月14日・21日・28日深夜0:00 - 0:30、テレビ東京）[12]

### 過去
- 所さんの学校では教えてくれないそこんトコロ![4]

## 出演

### テレビ番組
- あたらしいテレビ2023（2023年1月1日、NHK総合） [13]

## 作品リスト

### 共著
- 梨×株式会社闇×大森時生『行方不明展』太田出版、2024年12月16日。ISBN 978-4-7783-4004-9。※同名イベントの書籍化。

### 舞台
- Aマッソ単独公演 「滑稽」[2]- プロデューサー・演出

### 映画
- フィクショナル（2024年11月、酒井善三監督） - プロデューサー[14]

### 展覧会
- 行方不明展（2024年7月19日 - 9月1日、株式会社闇、テレビ東京、ローソンエンタテインメント） - プロデュース（梨と共同）[15][16]
- 恐怖心展（2025年7月18日 - 8月31日、株式会社闇、テレビ東京、ローソンエンタテインメント） - 企画（梨と共同）[17][18]

### MV
- キタニタツヤ『素敵なしゅうまつを！』(2023年8月、Sony Music Labels Inc.) - プロデューサー・演出[19]

### 単行本未収録作品
対談
- 「高瀬隼子×大森時生「不快な物語」の引力」」[20] - 『文學界』2024年5月号